# 미국의 아들
《미국의 아들》(영어: Native Son)은 리처드 라이트의 1940년 장편소설이다. 이 작품은 한 흑인 청년이 우발적으로 상류층 백인 여성을 살해하고 백인 경찰과 자경단에게 쫓기게 되면서 백인 세계와의 관계를 통찰하는 과정을 철저히 흑인의 시각에서 묘사한다. 미국사회의 구조적 모순이 집약된 도시 하층민 흑인들의 삶을 여실하게 그려냄으로써 흑인들이 처한 전형적 상황을 재현할 뿐 아니라, 미국사회가 지닌 모순의 핵심을 파헤친 것으로 평가받는다. 수차례 연극과 영화로 각색되며 숱한 화제를 남겼다.  대한민국에는 창비에서 김영희 번역으로 출간되었다.